# Іст-Камден (Арканзас)
Іст-Камден (англ. East Camden) — місто (англ. city) в США, в окрузі Вошіта штату Арканзас. Населення — 798 осіб (2020).

## Географія
Іст-Камден розташований за координатами 33°36′31″ пн. ш. 92°44′32″ зх. д. / 33.60861° пн. ш. 92.74222° зх. д. (33.608596, -92.742087).  За даними Бюро перепису населення США в 2010 році місто мало площу 1,45 км², уся площа — суходіл. В 2017 році площа становила 1,67 км², уся площа — суходіл.

## Демографія
Згідно з переписом 2010 року, у місті мешкала 931 особа в 366 домогосподарствах у складі 231 родини. Густота населення становила 644 особи/км².  Було 403 помешкання (279/км²). 
Расовий склад населення:
| - 65,7 % — білих - 31,1 % — чорних або афроамериканців - 0,4 % — азіатів - 0,2 % — корінних американців - 1,0 % — осіб інших рас |

До двох чи більше рас належало 1,5 %. Іспаномовні складали 2,7 % від усіх жителів.
За віковим діапазоном населення розподілялося таким чином: 30,6 % — особи молодші 18 років, 61,8 % — особи у віці 18—64 років, 7,6 % — особи у віці 65 років та старші. Медіана віку мешканця становила 28,2 року. На 100 осіб жіночої статі у місті припадало 86,9 чоловіків;  на 100 жінок у віці від 18 років та старших — 86,7 чоловіків також старших 18 років.
Середній дохід на одне домашнє господарство  становив 38 719 доларів США (медіана — 30 524), а середній дохід на одну сім'ю — 44 944 долари (медіана — 32 000). Медіана доходів становила 30 054 долари для чоловіків та 30 000 доларів для жінок. За межею бідності перебувало 24,0 % осіб, у тому числі 27,8 % дітей у віці до 18 років та 5,2 % осіб у віці 65 років та старших.
Цивільне працевлаштоване населення становило 479 осіб. Основні галузі зайнятості: виробництво — 39,7 %, освіта, охорона здоров'я та соціальна допомога — 17,3 %, будівництво — 10,0 %, роздрібна торгівля — 6,5 %.